# Seznam slovenskih opernih pevcev
Seznam slovenskih opernih pevcev.

## A
- Cvetka Ahlin (1927–1985)
- Oskar Angeli (1868–1929)
- Arnold Arčon (1905–?)
- Urška Arlič Gololičič (1980–)

## B
- Irena Baar (1958–2006)
- Svetozar Banovec (1894–1978)
- Emil Baronik (1941–)
- Julij Betetto (1885–1963)
- Mojca Bitenc Križaj
- Aleksander Boštjančič (1920-1992)
- Miroslav Brajnik (1920–2006)
- Robert Brezovar
- Vilma Bukovec (1920–2016)

## C
- Stanko Colnarič (1922–2001)
- Karlo Cossuta (Košuta) (1932–2000)

## Č
- Drago Čuden (1915–1988)
- Valentina Čuden
- Svetlana Čursina (1956–)

## D
- Ado Darian (1895–1966)
- Anton Dermota (1910–1989)
- Alenka Dernač Bunta (1945–)
- Elena Dobravec
- Vladimir Dolničar (1911–1967)
- Sonja Draksler (1927–2016)
- Nuška Drašček (1980–)
- Erika Druzovič (1911–2001)

## F
- Igor Filipovič (1946–)
- Bernarda Fink (1955–)
- Marko Fink (1950–)
- Ivan Francl (1907–1987)
- Rudolf Francl (1920–2009)

## G
- Zlata Gašperšič Ognjanovič (1931–)
- Fran Gerbič (1840–1917)
- Vanda Gerlovič (1925–2001)
- Zlata Gjungjenac (1898–1982)
- Božena Glavak (1930–2022)
- Franja Golob Bernot (1908–1984)
- Zdenka Gorenc (1954-)
- Josip Gostič (1900–1963)
- Olga Gracelj (1950–)
- Mitja Gregorač (1923–1997)
- Miro Gregorin (1913–2007)

## H
- Elvira Hasanagić
- Valerija Heybal (1918–1994)
- Sonja Hočevar (1927–)
- Hilda Hölzl (1927–1992)
- Franjo Hvastija (1911–2005)

## J
- David Jagodic (1988–)
- Vekoslav Janko (1899–1973)
- Eleanora (Nora) Jankovič (1941–2019)
- Franc Javornik (1942–)
- Jaka Jeraša (1938–)
- Karel Jerič (1941–)

## K
- Mirjam Kalin (1966–)
- Elza Karlovac (1910–1961)
- Ondina Otta Klasinc (1924–2016)
- Mila Kogej (1903–1982)
- Jože Kores (1930–)
- Rajko Koritnik (1930–2007)
- Stane Koritnik (1937–2014)
- Ladko Korošec (1920–1995)
- Katja Konvalinka (1975–)
- Leopold Kovač (1887–1954)
- Zdravko Kovač (1929–2001)
- Dragica Kovačič (1951–2002)
- Tatjana Kralj (1932–2018)
- Domen Križaj (1989)
- Josip Križaj (1887–1968)
- Zinka Kunc (1906–1989)
- Ksenija Kušej

## L
- Vera Lacić (1938–1975)
- France Langus (1920–1972)
- Marjana Lipovšek (1946–)
- Janez Lipušček (1915–1965)
- Janez Lotrič (1953–)
- Stana Lovšin (1919–1986)
- Marica Lubej (Brumen) (1902–1983)
- Bogomir (Boško) Lukeš (1920–2014)
- Friderik Lupša (1908–1986)

## M
- Vera Majdič (1898–1994)
- Danilo Merlak (1921–1979)
- Anita Meze (1913–1980)
- Manja Mlejnik (1915–1998)
- Milena Morača (1954–)
- Gabrijela Mrak (1852–1928)

## N
- Josip Nolli (1841–1902)
- Eva Novšak Houška (1942–2023)

## O
- Inez Osina Rues
- Marcel Ostaševski (1916–2005)

## P
- Maruša Patik (1920–2004)
- Franc Pogačnik - Naval (1865–1939)
- Milica Polajnar (1915–2014)
- Irma Polak (1875–1931)
- Štefka Polič (1893–1978)
- Terezija Potočnik
- Robert Primožič (1893–1943)
- Ana Pusar Jerič (1946–)

## R
- Ferdinand Radovan (1936–2009)
- Jurij Reja (1936–2021)
- Ivanka Ribič (1895–1980)
- Josip Rijavec (1890–1959)
- Branko Robinšak (1955–)
- Emil Rumpel (1890–1960)
- Jelka (Ivica) Rupnik (1922–?)
- Marjan Rus (1905–1974)

## S
- Ivan Sancin (1938–2021)
- Emil Scaria (1838–1886)
- Franjo Schiffrer - Navigin (1897–1970)
- Samo Smerkolj (1921–1993)
- Edvard Sršen (1934–2021)
- Jože Stabej (1932–)
- Bogdan Stopar
- Bogdana Stritar (1911–1992)

## Š
- Mario Šimenc (1896–1958)
- Nuša Špan (1901–1992)
- Slavko Štrukelj (1914–1995)
- Alessandro (Aleksander) Švab (Svab)
- Majda Švagan (1945–)

## T
- Josip Karol Tertnik (1867–1897)
- Terezija Thaler (1888–1984)
- Vilma Thierry (1890–1942)
- Ada Thuma (1921–1990)
- Irena Yebuah Tiran (1974–)

## U
- Ivan Urbas (1963–)

## V
- Juan Vasle (1954–)
- Franja Verhunc (1874–1944)
- Ksenija Vidali (1913–2004)
- Nada Vidmar (1917–1990)

## Y
- Irena Yebuah Tiran (1974–)

## Ž
- Noni Žunec (1921–2004)
- Zvonimira Župevc (1907–1971)